# 反応性スパッタ法
反応性スパッタ法（はんのうせいスパッタほう）は、スパッタリングの手法の一つ。スパッタにより薄膜を作製する際に、酸素や窒素などのガスをチャンバー内に流すことで、ターゲット構成物質に含まれる成分とガスとの生成物質を薄膜として堆積させる。

## 概要
ターゲットにSiを含む材料をターゲットとして、酸素を含むガスを導入することによりSiO2を堆積させることが可能。
同様に窒素を含むガスを導入することによりSi3N4を堆積させることが可能。
次世代の磁気再生ヘッドとして期待されるTMR（トンネル磁気抵抗）素子の作製過程においては、トンネル効果の絶縁障壁となるアルミナ薄膜作製の新手法として研究が進められている。